# نولان كثباني
نولان كثباني (الاسم العلمي:Nolana thinophila) هو نوع نباتي يتبع جنس النولان من فصيلة الباذنجانية.